# ロングアイランド鉄道M7形電車

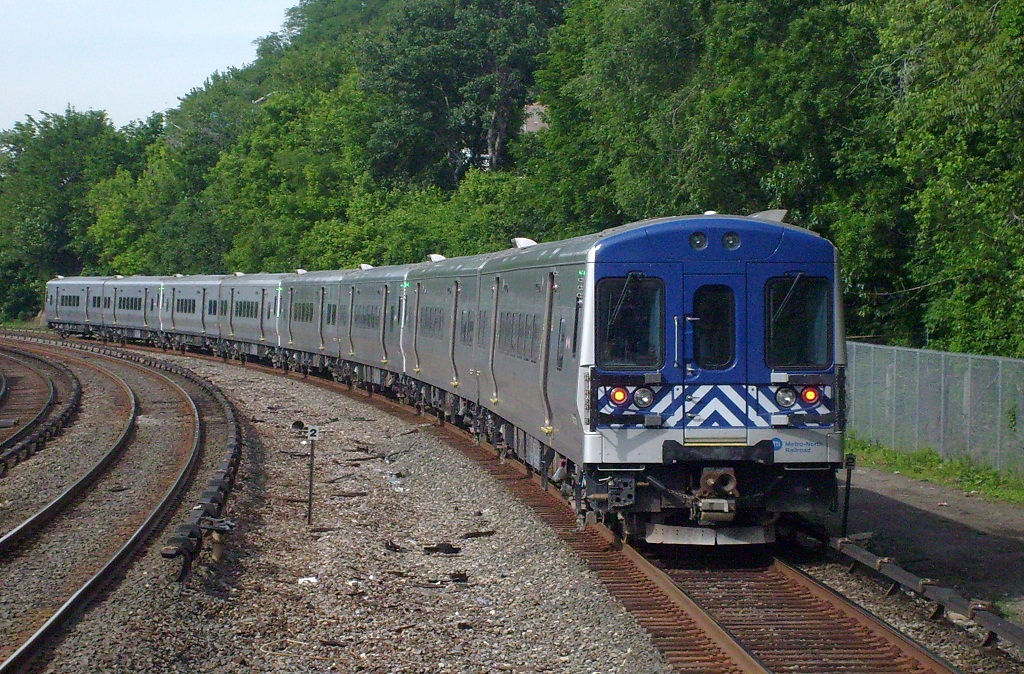
メトロノース鉄道のM7A

ロングアイランド鉄道M7形電車（ロングアイランドてつどうM7がたでんしゃ）はアメリカ合衆国のニューヨーク都市圏交通公社（MTA）が運用する通勤形電車である。本項ではロングアイランド鉄道で使われているM7の他に、メトロノース鉄道で使われている準同型車のM7Aについても記す。

## 概要
老朽化の進むM1電車の置き換えを目的にボンバルディア・トランスポーテーションで製造された。前述のように投入線区によって名前が違うが、保安装置・集電靴の形状が違うだけで他はほぼ一緒である。ロングアイランド鉄道のM7は2002年10月に、メトロノース鉄道のM7Aは2004年4月にそれぞれ営業運転を開始した。
M7、M7A共に電源は直流の第三軌条方式だけに対応しているために交流の架空電車線方式を採用するメトロノース鉄道のニューヘイブン線系統には入線できず、ロングアイランド鉄道では上面接触式、メトロノース鉄道では下面接触式の第三軌条方式を採用しているためにM7とM7Aは相互の乗り入れもできない。

## 車体外観
ステンレス製26m級の片側2つの片開きドアを持つ車体である。全体的に塗装はステンレスの地を活かした銀色で、列車の存在を目立たせるために先頭部分にM7は黄色の帯を、M7Aは前面を青く塗った上で白色の模様を入れたものとなっている。集電は台車に取り付けられた集電靴で行うため、屋根上のパンタグラフはない。

## 内装
通路を挟んで3+2列のクロスシートが設置されているが、回転やリクライニング機能は付いていない。一部の車両には軽食やアルコールを販売するBar Car（日本で言うビュフェに相当）や車椅子対応のトイレがある。長さ、幅ともに日本の通勤形電車より大きく新幹線並みの車体であるが、詰め込みの利かないクロスシートであるために定員は110名程度と日本より劣る（日本の場合150名程度が一般的）。

## 運転・走行機器
電動機（モーター）の制御に三菱電機製のIGBT-VVVF制御を採用、電動機にはかご形三相誘導電動機（出力200kW）を1両当たり4台搭載する。